# Laila
Laila es el primer sencillo del undécimo álbum de Blue System, Forever Blue. Es publicado en 1995 por Hanseatic M.V. y distribuido por BMG. La letra, música, arreglos y producción pertenecen a Dieter Bohlen. La coproducción estuvo a cargo de Luis Rodriguez.

## Sencillos
7" Single Hansa 74321 30432 7 (BMG),	08.1995
1. Laila (Airplay-Version)		3:27
2. Marvin's Song		3:40

CD-Maxi Hansa 74321 30432 2 (BMG),	25.08.1995
1. Laila (Airplay-Version)		3:27
2. Laila (Maxi-Version)		4:12
3. Laila (Extended Version)	5:05
4. Marvin's Song		3:40

CD-Maxi Remix Hansa 74321 31805 2 (BMG),	25.08.1995
1. Laila (Masterboy Beat Production Blue Dance Mix) 	6:00
2. Laila (Masterboy Beat Production Instrumental) 	6:00

## Charts
El sencillo permaneció 15 semanas en el chart alemán desde el 25 de septiembre de 1995 hasta el 14 de enero de 1996. Alcanzó el #29 como máxima posición.
| Chart (1995) | Máxima posición |
| ------------ | --------------- |
| Alemania     | 29              |

## Créditos
- Composición - Dieter Bohlen
- Productor, arreglos - Dieter Bohlen
- Diseño - Ariola, a-r-t-p-o-o-l
- Fotografía - Kramer & Giogol
- Grabación - Jeo at Jeopark & T. Brötzmann
- Remix - Masterboy Beat Production
- Distribución - BMG